# ベトナムコーヒー
ベトナム（式）コーヒー、ベトナムカフェまたはベトナムカフェオレ（ベトナム語：Cà phê?、カフェ）は、ベトナムの伝統的なコーヒーの淹れ方である。深めに煎った豆を、フランス式のフィルターで抽出し、コンデンスミルクを加えて飲む事が一般的で、濃厚な味わいがある。

## 概要

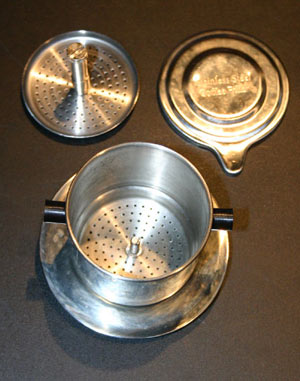
組み合わせ式フィルター

### 豆
ベトナムにコーヒーが持ち込まれたのは19世紀で、植民地化とともにコーヒーの栽培も始まった。現在は、アラビカ種も増えているが、地元では初期から栽培されているロブスタ種のコーヒー豆を用いることが多い（生産量世界第2位）。タヌキコーヒーとも呼ばれるコピ・ルアクの豆を用いてもよい。多くはチコリーを加えて、フレンチロースト（深煎り）し、コーヒーミルで粗めに挽く。バターやチョコレートのフレーバーをつけることもある。
価格競争力と安定供給力にくわえ品質が向上したことで日本国内でもベトナム産コーヒー豆の需要は年々伸び、輸入量も増えている。

### 飲み方
ベトナム語でコーヒーは、フランス語と同じようにcà phê（カフェ）と呼ぶように、ベトナムでは基本的に植民地支配を受けたフランスの手法を取り入れた飲み方をする。
アルミニウムまたはステンレス製の、底に細かい穴を多数開けた、フランスで伝統の組み合わせ式フィルター（カフェ・フィン、cà phê phin）を使って淹れる。このフィルターは、通常カップに乗せる平たい部分、湯を受ける筒状の部分、筒の中に入れるフィルターという3重の構造で、それぞれに細かい孔を開けて、粉がカップに落ちないように作られているが、どうしても粉が孔を塞ぐ形となって、簡単には湯が通らない。このため、抽出には5分から10分程度の時間がかかり、また、たくさんの湯を受ける大きさとなっていないため、濃く抽出される。ぽたぽたとコーヒーが落ちる様子から、このスタイルの淹れ方を、中国語で滴滴咖啡（ディーディーカーフェイ）と呼ぶことがある。
そのままでは非常に苦いため、cà phê sữa（カフェ・スア）と呼ぶミルクコーヒーにして飲む飲み方がある。この際、生乳ではなくコンデンスミルクを用いる。また後で加えるのではなく、カップの底にコンデンスミルクを底が見えなくなる量あらかじめ敷いておき、その上からコーヒーを淹れ、飲む際にスプーンでかき混ぜる。濃厚で甘く、コーヒーキャンディーを舐めている時に近い味を覚える。
首都ハノイでは、ヨーグルトを加える飲み方が流行している。
ベトナムの喫茶店などでコーヒーを頼むと、口直しにポット入りのジャスミン茶やハス茶がついてくる場合がある。また、別途、ケーキや米の粉で作った餅菓子の類を注文して食べる事もある。
また、ベトナム南部ではbạc xỉu（バクシウ、チュノム「白小」）と呼ばれる広東系の飲み方がある。よりコーヒーを少なくし、コンデンスミルクを多めに入れるか、生乳を代わりに用いるもので、女性に人気がある。

## アイスコーヒー

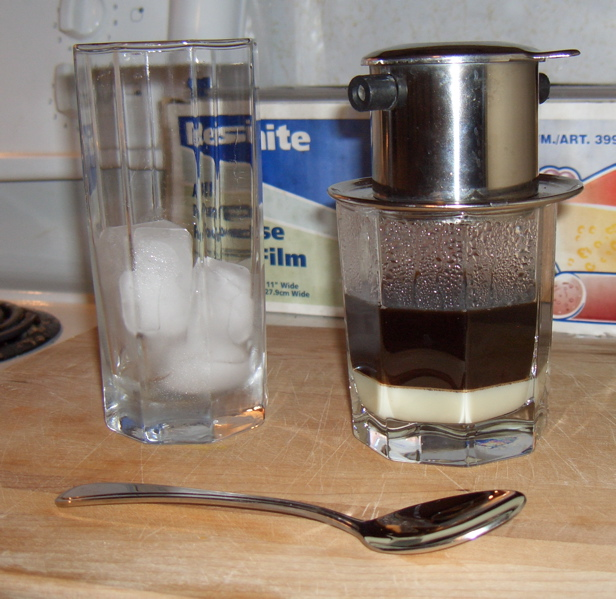
cà phê sữa đá（カフェ・スア・ダー）

南部が熱帯、北部が亜熱帯に属するベトナムでは、アイスミルクコーヒーのcà phê sữa đá/ cà phê nâu đá（カフェ・スア・ダー、または、カフェ・ナウ・ダー）も好まれる。ガラスのコップを使って、ホットと同様に淹れてから、砕いた氷の入ったグラスに注いで味わう。đáは石ころを意味する言葉で、即ちcà phê sữa đáは「コーヒーをオン・ザ・ロックで」といった意味になる。